# ميرا كيلي
ميرا كيلي (بالإنجليزية: Myra Kelly)‏ (1875، دبلن في جمهورية أيرلندا - 1910)؛ روائية أمريكية.

## روابط خارجية
- ميرا كيلي على موقع IMDb (الإنجليزية)